# Eurotel
Eurotel (dříve také EuroTel) byla značka mobilních telefonních a datových služeb české společnosti Eurotel Praha, spol. s r.o. Pod značkou Eurotel byly v Česku provozovány sítě NMT, GSM, CDMA a UMTS. V roce 2006 byl Eurotel mobilním operátorem s největším obratem a počtem paušálních zákazníků v České republice.
Společnost Eurotel Praha byla založena v roce 1991 jako společný podnik SPT Telecom a amerického konsorcia Atlantic West. V roce 2003 SPT Telecom (tehdy již Český Telecom) odkoupil od Atlantic West jeho podíl a stal se tak jediným společníkem. K 1. 7. 2006 se společnost sloučila s Českým Telecomem (který se ke stejnému dni přejmenoval na Telefónica O2 Czech Republic, a.s.) a formálně zanikla.
Značku Eurotel také na Slovensku používala společnost EuroTel Bratislava (nyní T-Mobile, resp. Slovak Telekom).

## Historie společnosti
Eurotel byl právně založen dne 9. 4. 1991 jako společný podnik SPT Telecom (později Český Telecom) (vlastnil 51 %) a amerického konsorcia Atlantic West (joint venture mezi US WEST International, Inc. a Bell Atlantic International Inc.). V roce 2003 tehdy ještě polostátní Český Telecom odkoupil od konsorcia jeho podíl za 1,05 miliardy dolarů (tehdy asi 29 miliard Kč) a stal se tak jediným společníkem. Před prodejem ještě Eurotel svým dosavadním vlastníkům vyplatil dividendu v mimořádné výši 11 miliard Kč. V roce 2005 byl Český Telecom definitivně zprivatizován do rukou společnosti Telefónica, Eurotel byl následně k 1. 7. 2006 s Českým Telecomem sloučen a ten se ke stejnému dni přejmenoval na Telefónica O2 Czech Republic, a.s.). Společnost Eurotel Praha tím formálně zanikla.

## Historie služeb
Ještě před zapsáním do obchodního rejstříku získal 16. listopadu 1990 výhradní pětiletou licenci na provozování veřejné datové sítě a dvacetiletou licenci pro pásmo 450 MHz na služby analogové mobilní sítě NMT a automaticky také nárok na nákup licence na tehdy ještě neprovozovaný digitální telefonní systém GSM. Mobilní síť na bázi technologie NMT spustila společnost 12. září 1991, její provoz byl ukončen v červenci 2006.
Veřejnou datovou službu Nextel společnost provozovala do poloviny roku 1995, kdy ji prodala společnosti SPT Telecom (zde se stala součástí divize IOL), tím také 1. 7. 1995 vypršel monopol na provozování veřejné datové sítě a mohly se legálně rozvíjet konkurenční společnosti nabízející připojení do veřejných datových sítí.
Eurotel roku 2001 získal licenci na síť třetí generace UMTS. Za licenci zaplatil ihned 1 miliardu korun a do 10 let slíbil zaplatit v pravidelných ročních splátkách další 2,535 miliardy korun. Také se zavázal spustit komerční provoz sítě alespoň v Praze nejpozději do 1. ledna 2005. V roce 2003 výměnou za rychlejší splácení licencí obdržel roční odklad. V průběhu roku spustil do testovacího a posléze ostrého provozu připojení technologií CDMA v pásmu 450 MHz pod názvem Data Express.
Další roční odklad pro UMTS obdržel v roce 2005 v souvislosti s udělením třetí licence společnosti Oskar Mobil. Komerční provoz tedy musel spustit nejpozději 1. ledna 2007. To společnost splnila a 1. 12. 2005 odstartovala nabídkou pokrytí Prahy a Brna technologií UMTS. Další pokrytí pokračovalo jen pomalu.
V dubnu 2006 spustil Eurotel rychlá data HSDPA v 3G síti UMTS. Podporovaná rychlost byla omezena na 1024 Kb/s což již nyní neplatí a lze dosahovat i reálných rychlostí například kolem 5-6 Mb/s (květen 2010).

## Reklamní kampaně
Do povědomí se vryl svým sloganem „Více ze života“ a znělkou použitou z písničky britské rockové skupiny Death in Vegas (album Satan's Circus, píseň Help Yourself). Později jako další hudební motiv společnosti posloužila písnička další skupiny, tentokráte belgické, trip-hopové jménem Hooverphonic - Mad About You.